# Fórmula König
A Fórmula König foi um campeonato de fórmula disputado na Alemanha de 1987 até 2005. A categoria era patrocinada pela empresa de automóveis alemã König Komfort- und Rennsitze GmbH. A categoria teve como pilotos Michael Schumacher e Markus Winkelhock.

## História
Em 1988, a categoria foi lançada, com sua primeira temporada vencida por Michael Schumacher (vencendo nove das dez etapas disputadas). Em 1991, a categoria foi assumida por Werner Aichinger, com associação com o Automóvel Clube da Alemanha (AvD) e a firma de inspeção veícular Dekra. Em 1996, a categoria lançou um novo monoposto (que seria utilizado até o final da categoria) e em 1997, a Volkswagen assumiu o fornecimento de motores para a categoria. 
A categoria foi cancelada no início de 2005, após perder seu principal patrocinador.

## Carro
A Fórmula König utilizava somente um modelo de carro, que tinha um chassis tubular com carenagem em PRFV. O motor era um Volkswagen 1.390cc (1.4L) 4-cil 16v (mesmo do Polo Mk.3), que gerava 120 cv (88 kW) acoplado a uma transmissão Hewland LD200, de quatro velocidades. O carro calçava pneus Bridgestone, pesando ao todo, 475kg (com o piloto).

## Campeões
| Temporada | Campeão             | Equipa Campeã             |
| --------- | ------------------- | ------------------------- |
| 1988      | Michael Schumacher  | Hoecker Sportwagenservice |
| 1989      | Thomas Winkelhock   | König Motorsport          |
| 1990      | Herbert Füngeling   | König Motorsport          |
| 1991      | Dirk Kisters        | Clever Automobil Club     |
| 1992      | Marian Hamprecht    | H&R Spezialfedern         |
| 1993      | Jörg Bergmeister    | Farnbacher Racing         |
| 1994      | Bernd Friedrich     | Lohmann Motorsport        |
| 1995      | Richard McLeod      | Schlag Rennsport          |
| 1996      | Thomas Mühlenz      | Kern Motorsport           |
| 1997      | Thomas Mühlenz      | Kem Motorsport            |
| 1998      | Elran Nijenhuis     | Lohmann Motorsport        |
| 1999      | Benoit Allart       | Böhm Motorsport           |
| 2000      | Bernhard Auinger    | Motopark Academy          |
| 2001      | Thomas Westarp      | Kern Motorsport           |
| 2002      | Jochen Nerpel       | RS Racing Team            |
| 2003      | Franz Kuncic        | Kern Motorsport           |
| 2004      | Ronny Wechselberger | Böhm Motorsport           |